# Katrin Brettfeld
Katrin Brettfeld (* 26. November 1966 in Leipzig) ist eine deutsche Rechtswissenschaftlerin, Psychologin und Kriminologin. Sie lehrt an der Universität Hamburg.

## Leben
Im Jahr 1985 schloss sie ihr Abitur an der Erweiterten Oberschule Geschwister Scholl in Bernau ab. Im Folgenden begann sie ein Studium der Physik an der Universität Jena sowie 1988 ein Fernstudium der Wirtschaftsinformatik an der TH Merseburg. 1989 bis 1990 absolvierte sie die Ausbildung zur Wirtschaftskauffrau und war bis 1995 in diesem Beruf tätig. Im Anschluss an diese berufliche Tätigkeit begann sie ein Studium der Rechtswissenschaft, das sie im Jahr 2002 mit dem Ersten Staatsexamen abschloss. Während diesem Studium war sie zudem als Studentische Hilfskraft am Kriminologischen Forschungsinstitut Niedersachsen (KFN) tätig, wo sie im Anschluss an ihr Staatsexamen auch als Wissenschaftliche Mitarbeiterin eingestellt wurde. Im Oktober 2002 trat sie anschließend eine Stelle am Lehrstuhl Kriminologie der Fakultät für Rechtswissenschaft an der Universität Hamburg an, wo sie seitdem als Wissenschaftliche Mitarbeiterin tätig ist und 2008 mit einer Arbeit zum Thema Religion und Kriminalität, die mit summa cum laude bewertet wurde, die Promotion zum Dr. iur. erreichte. Am 6. Juni 2024 wurde sie von der Fakultät zur Professorin (§ 17 HmbHG) für Kriminologie ernannt. Neben ihrer Tätigkeit an der Universität Hamburg begann sie 2010 noch ein Masterstudium der Klinischen Psychologie an der Universität Bremen, das sie 2013 erfolgreich abschließen konnte (MSc. Klin. Psych.). 

## Forschung und Lehre
Ihre Forschungsschwerpunkte liegen im Bereich der Extremismus- und Radikalisierungsforschung, in dem sie sich insbesondere mit Islamismus und autoritären sowie autokratischen Formen demokratiedistanter Einstellungen und Haltungen befasst.
Sie ist außerdem am Bremer Institut für Gerichtspsychologie als psychologische Sachverständige für Gerichte und Staatsanwaltschaften tätig und ist Beirätin in der Herausgeberschaft der Monatsschrift für Kriminologie und Strafrechtsreform.   